# 横山镰玉螺
横山镰玉螺:135（学名：Euspira yokoyamai）是玉螺科镰玉螺属的一种:135。

## 分佈
主要分布于中国大陆:135及日本，常栖息在潮间带。